# Chiabos
Chiabos var hos en varggud hos Algonkinindianerna, bror till Nanabush.
Efter att Chiabos hade dödats av de underjordiska pantrarna gav Nanabush honom livet åter. Sedan dess härskar Chiabos i själarnas rike.